# Plac Zwycięstwa (Genua)

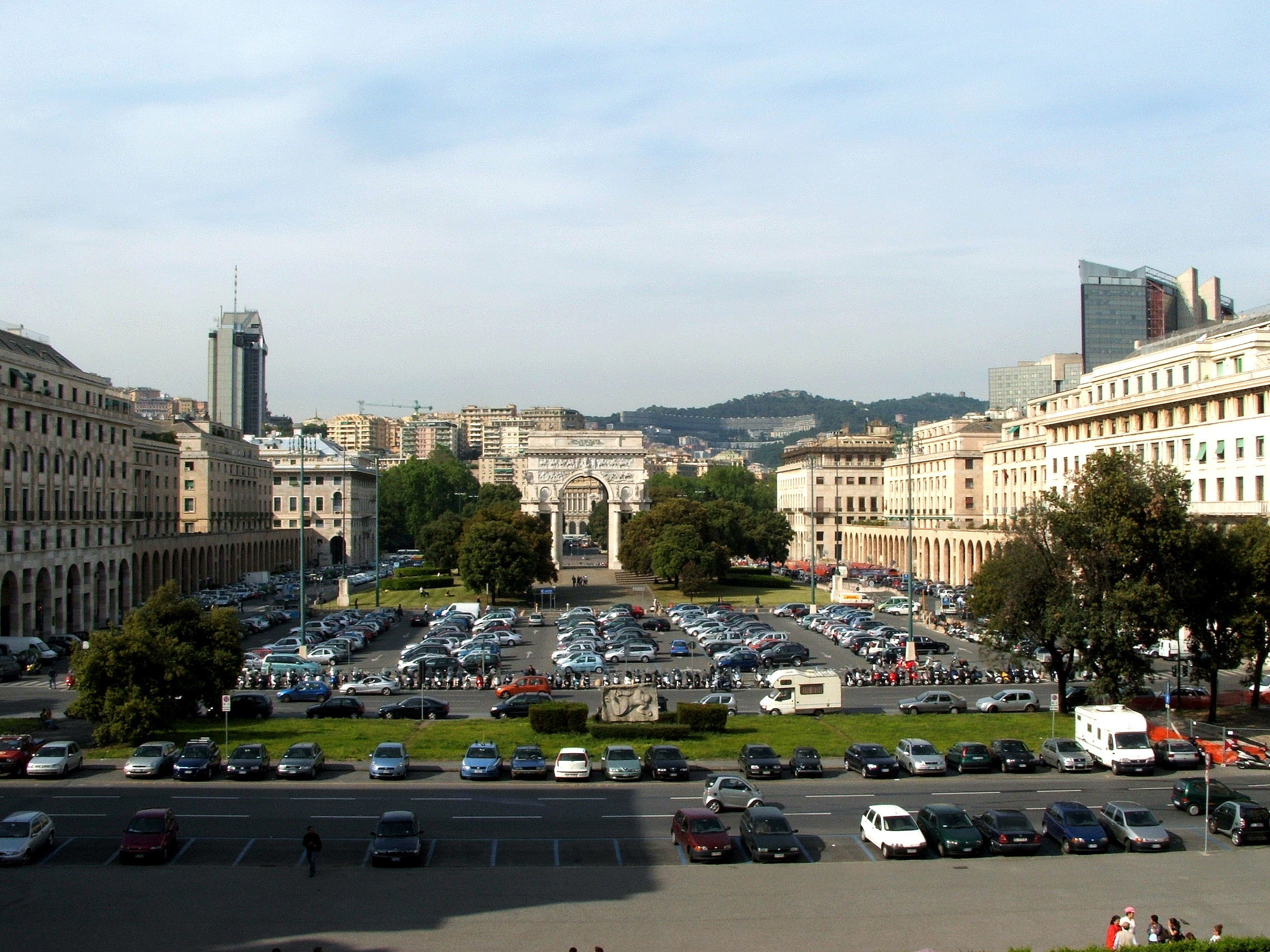
Piazza della Vittoria

Plac Zwycięstwa (it: Piazza della Vittoria) - reprezentacyjny plac w centrum Genui, usytuowany na wprost dworca kolejowego Genova Brignole. Charakterystycznym elementem placu jest łuk triumfalny Arco della Vittoria.